# Telephone
"Telephone" é uma canção da artista musical estadunidense Lady Gaga, gravada para o seu terceiro extended play (EP) The Fame Monster (2009) — a reedição de seu álbum de estreia, The Fame (2009). Conta com a participação especial da compatriota Beyoncé, e foi composta pelas duas intérpretes em conjunto com LaShawn Daniels, Lazonate Frank e Rodney Jerkins, sendo que este último também esteve a cargo da produção musical. A sua gravação decorreu durante o ano de 2009 nos Darkchild Studios em Los Angeles, na Califórnia. Foi enviada para as rádios dos Estados Unidos a 26 de janeiro de 2010 e lançada digitalmente a 15 de fevereiro na iTunes Store através da Interscope Records, além de terem sido editadas várias remisturas a partir da faixa original, e promovida ainda através de disco de vinil e CD single.
Inspirada pelo seu medo da asfixia, Gaga explicou que a letra retrata-a dando preferência à pista de dança em vez de atender a chamada de seu amado, e observou que o telefone abordado na canção é, na realidade, uma pessoa dizendo-lhe para continuar a trabalhar de forma dura. Musicalmente, é uma canção electropop constituída por uma ponte alargada, um verso-rap e um epílogo onde a voz de um operador anuncia que a linha telefónica está inacessível. Beyoncé, por sua vez, é ouvida no meio da música com os versos cantados num modo mais rápido, acompanhados por batidas duplas. Em maio de 2010, foi divulgada para o público na Internet uma versão com os vocais de Britney Spears, sugerindo que inicialmente seria para o seu repertório.
O número recebeu análises positivas de críticos musicais, que a consideraram uma faixa de destaque de The Fame Monster, chegando a receber uma nomeação na categoria Melhor Vocal Pop Colaborativo na 53.ª cerimônia dos Grammy Awards. A música entrou em várias paradas musicais devido ao número de descargas digitais posteriores ao lançamento do álbum, chegando ao número três na Billboard Hot 100, dos EUA. Contudo, foi na Europa que se destacou mais, alcançando a liderança na Bélgica, Dinamarca, Irlanda, Noruega e Reino Unido. O single vendeu três milhões de descargas nos Estados Unidos e mais de 7,4 milhões mundialmente, estando entre os dez mais vendidos de 2010, de acordo com o relatório da Federação Internacional da Indústria Fonográfica.
O vídeo musical de "Telephone" é a continuação do videoclipe de "Paparazzi" (2009); canção esta que também recebeu um formato de mini-filme. Depois de ser socorrida da prisão por Beyoncé, as duas dirigem-se a um restaurante onde acabam por matar todos os clientes que se encontram no local. Após escaparem do estabelecimento, ambas seguem em alta velocidade para fugir de uma perseguição policial. A produção faz referência aos filmes Pulp Fiction e Kill Bill: Volume 1, ambos dirigidos por Quentin Tarantino. Muitos dos críticos elogiaram a gravação, contudo outros realçaram a sua violência e os temas expressos. Em memória de Alexander McQueen, Gaga interpretou uma versão acústica de "Telephone" misturada com "Dance in the Dark", na cerimônia dos Brit Awards de 2010, além de a ter apresentado nas suas turnês mundiais; The Monster Ball Tour (2009-2011), The Born This Way Ball (2012-2013) e ArtRave: The Artpop Ball (2014).

## Antecedentes
"Telephone" foi escrita inicialmente para o álbum Circus (2008), de Britney Spears, cuja versão com os seus vocais foi divulgada na Internet em maio de 2010. Contudo, depois da gravação da faixa, a editora discográfica da artista rejeitou a canção, e Gaga gravou-a mais tarde em colaboração com Beyoncé para o seu terceiro extended play (EP). A cantora disse o seguinte: "Escrevi a canção para ela [Spears] há muito tempo, mas não quiseram usar em seu trabalho. Foi bom porque adoro-a e quero interpretá-la agora". Originalmente, a convidada teria sido a própria Spears, mas invés disso, Gaga fez arranjos alternativos e adicionou os vocais de Beyoncé para a parceria. A inspiração para a letra da canção aconteceu devido ao medo da artista em relação à asfixia:
| “ | O medo de asfixia — é algo que tenho, ou medo de nunca ser capaz de me divertir [...] Porque adoro muito o meu trabalho, eu acho muito difícil sair e me divertir. [...] Eu não vou a boates [...] Você não vê fotos minhas caindo de uma boate bêbada. Eu não vou — e isso é porque eu quando vou e então, sabe, com um uísque e meio dentro, eu já tenho que voltar ao trabalho. | ” |

Em maio de 2011, a intérprete confidenciou que conseguir ter uma "conexão emocional" com a melodia foi difícil. Quando questionada sobre o fato de ter escrito inicialmente a obra para Spears, a cantora respondeu o seguinte: "Bem, não foi isso exatamente que aconteceu, mas não quero me aprofundar. Eu até poderia me aprofundar nisso se você desligasse [o gravador] [...] Mas, no final das contas, a mixagem e o processo de terminar a produção foram muito estressantes para mim. Então, quando digo que é minha pior música, não tem nada a ver com a qualidade, mas sim com a minha conexão emocional com ela".

## Lançamento e divulgação

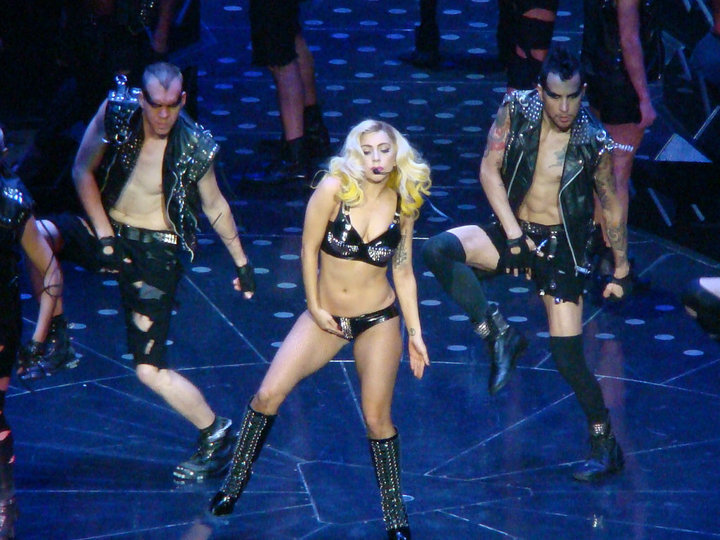
Gaga interpretando a canção ao vivo durante a digressão The Monster Ball Tour em 2010.

"Telephone" começou a ser reproduzido nas rádios norte-americanas a 26 de janeiro de 2010, e de seguida foi disponibilizado na iTunes Store em 15 de fevereiro em França. Foi ainda comercializado em CD single, num EP digital e físico com um conjunto de remisturas a partir do original, e finalmente, em disco de vinil de 7 e 12 polegadas. Numa performance em homenagem ao amigo, o falecido estilista Alexander McQueen, Gaga interpretou a faixa ao vivo pela primeira vez durante a edição de 2010 dos BRIT Awards, realizada em 16 de fevereiro, no Earls Court Exhibition Centre. Primariamente, a cantora planejou um modo diferente de apresentação, mas alterou o conceito no último minuto porque quis prestar um tributo a McQueen. Escolhendo uma versão acústica de "Telephone" e uma remistura de "Dance in the Dark", antes do espetáculo, a artista afirmou o seguinte no Twitter: "A apresentação desta noite é inspirada no nosso amigo. Máscara por Phillip Treacy, Escultura por Nick Knight, Música po Lady Gaga. Nós sentimos a tua falta". Quando foi anunciada, a artista subiu ao palco com uma indumentária ao estilo da arquiduquesa Maria Antonieta, que sugeriu semelhanças com atuações anteriores da própria, e afirmou de seguida que o concerto era dedicado a McQueen.
Posteriormente, a divulgação de "Telephone" consistiu em várias atuações ao longo da digressão mundial The Monster Ball Tour, na qual a cantora possuía um vestuário preto enquanto tocava um keytar, instrumento que apresenta características de guitarra, teclado e sintetizador. "Telephone", bem como "Brown Eyes" do álbum The Fame, foram interpretadas ao vivo no programa de comédia Friday Night with Jonathan Ross a 3 de março de 2010, para um episódio transmitido dois dias depois. A promoção do single consistiu em outras aparições televisivas, como no Music Station no Japão em 16 de abril, em que Gaga utilizou um macacão de renda e um par de ombros plásticos, desenhados por Somarta e Nakazato Yuima, respetivamente. Em maio, a artista interpretou a obra durante o festival Radio 1's Big Weekend em Cúmbria, mas foi somente em junho que Beyoncé também participou, durante uma apresentação no Festival de Glastonbury, para um público superior a 175 mil pessoas. Durante a turnê The Born This Way Ball, foi interpretada ao vivo como o décimo primeiro tema do repertório, sucedendo "LoveGame" e antecedendo "Hair". A composição foi tocada na ArtRave: The Artpop Ball (2014); aqui, fez parte de um medley com "Poker Face".
Em 2017, Gaga executou "Telephone" como parte de suas faixas de maior sucesso durante o show do intervalo do Super Bowl LI. Ela começou a música enquanto segurava um cetro de cristal na mão. Mais tarde naquele ano, realizou a faixa no Coachella, onde apareceu no palco dentro de uma cabine telefônica de vidro que foi manobrada por seus dançarinos. Ela também a adicionou ao setlist de suas turnês seguintes — a Joanne World Tour (2017–2018) e The Chromatica Ball (2022) — e na Enigma (2018–2020), sua série de concertos residenciais em Las Vegas. Ao analisar sua execução na The Chromatica Ball, Laviea Thomas, da Gigwise, escreveu que "se destacou como uma das melhores performances da noite. Com fogo catapultando para o céu, luzes de palco frenéticas e uma carga de energia irradiando de Gaga e seus dançarinos".

## Estilo musical e letra
"Telephone" é uma canção electropop de ritmo moderado, produzida por Darkchild. A sua gravação decorreu em 2009 nos Darkchild Studios, em Los Angeles, na Califórnia, por Paul Foley. Mike "Handz" Donaldson e Hisashi Mizoguchi estiveram a cargo da parte vocal e Gene Grimaldi da masterização. Embora tenha sido construída como um dueto, a primeira aparição de Beyoncé acontece no verso do meio quando canta a sua parte com breves intervalos musicais e com retorno nos refrões durante o resto da faixa. A canção começa com Gaga com uma voz solene envolta na melodia de uma harpa, alterando posteriormente para um ritmo mais acelerado, com letras em que essencialmente a intérprete aparenta estar numa boate e o seu namorado continua a telefonar-lhe, mas ela não consegue responder corretamente porque está dançando ao som da sua música favorita; "Para de telefonar, para de telefonar, não quero mais falar", canta em coro. Musicalmente, é constituída por uma ponte alargada, um verso-rap e um epílogo onde a voz de um operador anuncia que a linha telefônica está inacessível. De acordo com a partitura publicada pela Sony/ATV Music Publishing, a música foi escrita em compasso simples, num andamento moderado com um metrónomo de 120 batidas por minuto. Composta no tom de fá menor com o alcance vocal que vai desde da nota baixa fá, para a nota de alta de dó.
Foi escrita por Stefani Germanotta, Rodney Jerkins, LaShawn Daniels, Lazonate Franklin e Beyoncé Knowles. Liricamente, fala sobre o facto da cantora preferir dançar a responder ao telefonema do seu amado, afirmando que deixou a cabeça e o coração na pista. O verso é cantado num estilo rápido, acompanhado por duplas batidas. De acordo com ela, o telefone da canção não é físico mas sim uma pessoa na sua cabeça que a incentiva para continuar a trabalhar mais e mais. Gaga explicou: "É esse o meu medo — que o telefone toque e a minha cabeça também [...] Seja um telefone ou apenas os pensamentos em sua cabeça, esse é outro medo". Bill Lamb do portal About.com considerou que "Telephone", em relação à sua letra, é um "pouco parva". Lamb afirma que o verso: "Eu deixei a minha cabeça e o meu coração na pista de dança" faz "lembrar que Gaga ajudou a puxar a indústria inteira da música pop para a pista de dança de uma maneira, que possivelmente, não era vista desde do auge do disco".

## Crítica profissional
| Críticas profissionais | Críticas profissionais |
| Avaliações da crítica  | Avaliações da crítica  |
| Fonte                  | Avaliação              |
| ---------------------- | ---------------------- |
| About.com              | [ 37 ]                 |
| Billboard              | (positiva)             |
| Digital Spy            | [ 39 ]                 |

As críticas profissionais atribuídas à "Telephone" foram positivas. Bill Lamb, do portal About.com, afirma que "é difícil definir se Lady Gaga tem uma incrível capacidade de bater recordes no mainstream pop ou se ela é a definição do mesmo na atualidade". Lamb classificou a música com quatro de cinco estrelas possíveis e complementou a sua avaliação ao dizer que é uma das melhores de The Fame Monster. O editor comparou-a também a "Just Dance" (2008) como uma "sucessora lírica", em que Gaga fala sobre "não querer usar o telefone na boate". Bill confidenciou que achava "estranho" que a cantora continua-se a sentir-se da mesma forma que em "Just Dance" que já foi "há muito tempo", e termina dizendo que a melodia é "divertida e descartável, mas em The Fame Monster, existem mais e melhores possibilidades para singles". Nick Levine, do site Digital Spy, atribuiu cinco estrelas máximas, dizendo que "se tivéssemos uma música tão boa quanto essa para promover, poderíamos aparecer em um programa de bate-papo com um telefone na cabeça". Ele também considerou "mediana" a participação de Beyoncé.
Michael Hubbard, do MusicOMH, revelou que achava a melodia "provavelmente a melhor coisa [no disco]", elogiando a sua "ponte [musical] brilhante" e o final quando a chamada é direcionada para o correio de voz. Um escritor da página Popjustice notou que a obra era como se fosse "um encontro com "What You Waiting For?" (2004) de Gwen Stefani", em relação à sua estrutura e a colaboração de Beyoncé que "faz parecer que está tudo bem, como se fosse esse o plano o tempo todo". Evan Sawdey, da publicação on-line PopMatters, disse que "a colaboração muito comentada" se destaca por "sua batida dupla", que prova ser "uma das músicas com mais adrenalina" de Gaga, destacando-a por chamar a atenção dos ouvintes do disco. Mikael Woods, do jornal Los Angeles Times, sentiu que a melodia é "uma meditação cuidadosa de como é chato quando um homem continua a telefonar enquanto nos estamos a nos divertir na boate". Amy Phillips, da publicação Pitchfork Media, considerou a faixa como a 55.ª melhor de 2010, aguentando que "era uma das gravações menos esquisitas de The Fame Monster". O crítico musical do The New York Times, Jon Caramanica comentou que "Video Phone" (2009) e "Telephone", "prometeram uma nova direção, mas em ambos, Beyoncé apareceu para provar que poderia fazer Gaga despir-se de si própria, e em seguida, regressar à sua zona de conforto".
Na revista Billboard, Melanie Bertoldi fez uma crítica positiva à música, afirmando que a considerava muito parecida com "Blah Blah Blah" (2010) de Kesha, "em que Gaga prepara-se para calar fantasmas, situação com a qual Beyoncé é muito familiar [...] Até o momento, "Telephone" surge através de uma parede de sinais sonoros para regressar à sua simples introdução, em que ambas deixam o ouvinte com apenas uma opção; render-se à pista de dança". Nicki Escuerdo, do diário Phoenix New Times, considerou a canção como um destaque no álbum, ao contrário de Sarah Hajibagheri, do The Times, e Armond White, crítico de música e cinema do New York Press, que não ficaram impressionados com o tema. Hajibagheri disse o seguinte: "A aparição vocal de Beyoncé em conjunto com toques de telefone contribuem para o sentimento de caos absoluto". White acrescentou que "[a obra] celebra uma recusa descuidada de se comunicar; de se entregar
à cultura pop sem hesitar e sem remorso — algo típico de Tarantino". Rob Sheffield, da publicação Rolling Stone, colocou o single na sua lista dos 25 melhores de 2010, complementando que foi uma "falha de comunicação na pista de dança", e "Beyoncé, a estrela pop mais notoriamente não-louca do nosso tempo, chega a fingir por alguns minutos que é tão louca quanto Gaga". O registo recebeu uma nomeação na categoria Melhor Vocal Pop Colaborativo durante a 53.ª cerimônia dos Grammy Awards, além de Gary Trust, da Billboard, o ter colocado na quarta posição de uma compilação das dez melhores colaborações femininas de todos os tempos.

## Vídeo musical

### Desenvolvimento
O vídeo musical de "Telephone" foi gravado a 28 de janeiro de 2010, em Los Angeles, pelo diretor sueco Jonas Åkerlund. A revista New York Magazine informou que a história baseia-se em Beyoncé pagar a fiança para Gaga sair da penitenciária. Nas fotos publicadas das gravações, as duas artistas estavam na mesma caminhonete, denominada "Pussy Wagon", cuja Uma Thurman dirigiu no filme Kill Bill: Volume 1 (2003) por Quentin Tarantino. Outros conceitos no projeto envolvem cenas num restaurante, numa prisão, e ainda a participação do cantor Tyrese Gibson. Tanto Gaga como Beyoncé utilizaram peças de roupa "destroyed denim", desenhadas por Frank Fernández e Oscar Olima. Numa entrevista com a E! Online, Gaga explicou o significado por detrás da obra:
| “ | Havia uma qualidade realmente incrível em 'Paparazzi', onde tinha uma qualidade de música pop pura, mas ao mesmo tempo era uma reflexão sobre a cultura da fama [...] Eu queria fazer a mesma coisa com este vídeo [...] Certamente há uma qualidade inspirada em Tarantino no vídeo ['Telephone'] [...] Seu envolvimento direto no vídeo veio dele me emprestando o Pussy Wagon. Estávamos almoçando um dia em Los Angeles e eu estava contando a ele sobre meu conceito para o clipe e ele amou tanto que disse: "Você tem que usar o Pussy Wagon'. | ” |

Em 5 de fevereiro de 2010, a artista foi entrevistada por Ryan Seacrest na rádio KIIS-FM, onde comentou a sua visão sobre o projeto, afirmando o seguinte: "O que gosto nele é o fato de ser um verdadeiro acontecimento pop, e quando era jovem, estava sempre animada quando havia um evento gigante a acontecer na música pop, é isso que queria que fosse agora [...] A ideia de que os EUA está cheio de jovens que são inundados com informação e tecnologia e transformá-los em algo mais do que um comentário sobre o tipo de país que somos", confidenciou a artista sobre a sua intenção. No seu site oficial, a intérprete revelou em 15 de fevereiro três fotos do videoclipe; três cenas distintas, sendo que uma delas era na cozinha, onde usa um chapéu de plástico de chef e na cabeça traja um telefone feito inteiramente de cabelo, outra num jantar com os seus dançarinos, onde veste um biquíni com a bandeira estadunidense padronizada, e por fim, uma foto em preto e branco em que mostra um chapéu feito de triângulos múltiplos e telefones com fio. Originalmente, o vídeo iria estrear em fevereiro, mas acabou por ser acordado que seria no mês seguinte. Em 9 de março, foram reveladas outras imagens do trabalho, que acabou por ser divulgado dois dias depois na E! News e através do serviço VEVO.

### Sinopse

(De cima para baixo, da esquerda para a direita); Gaga utilizando um telefone. Ela e Beyoncé dançando em um restaurante. Beyoncé em frente a caminhonete e, em seguida, ambas dentro do veículo enquanto a palavra "Continua..." é vista acima.

O vídeo musical de "Telephone" tem pouco mais de nove minutos de duração, e começa como uma continuação do final de "Paparazzi", depois de Gaga ser presa por homicídio do namorado por envenenamento. Na cena, a cantora é encaminhada para uma penitenciária feminina, direcionada para a sua cela por duas agentes penitenciárias, que a despem enquanto é ridicularizada pelas restantes reclusas presentes. Uma das guardas chega a comentar, "eu disse que ela não tinha um pénis", referindo-se aos rumores de que Gaga seria hermafrodita. Nos primeiros três minutos, o vídeo mostra as atividades da artista no recinto, beijando outra prisioneira feminina no pátio, utilizando uns óculos constituídos por cigarros. A sua irmã Natali Germanotta também faz uma participação no trabalho, numa sala de convivência para as prisioneiras, em que Gaga atende uma chamada de Beyoncé e começa a cantar em seguida. O primeiro verso é interpretado numa cena de dança em conjunto com as companheiras encarceradas.
Gaga é socorrida e sai ao encontro de Beyoncé, que espera por ela na caminhonete denominada por "Pussy Wagon". Beyoncé é apelidada de Honey Bee, uma referência à personagem Honey Bunny do filme de Tarantino, Pulp Fiction (1994). Após uma troca de diálogos, ambas percorrem por uma estrada situada em um deserto e acabam por parar num restaurante. Beyoncé fica em frente a Gibson, mas farta da sua insolência, decide envenena-lo, contudo ele não morre como ela esperava. O vídeo, em seguida, foca-se numa sequência intermediária chamada "Vamos fazer um sanduíche!". Gaga está numa cozinha, com um chapéu em forma de vários telefones, e após uma coreografia de dança, ela prepara uma porção e chega a prova-la. Durante a preparação da comida, a artista mistura veneno em todos os pratos que está a preparar para servir aos seus clientes, que acabam por falecer, incluindo Gibson e outros personagens interpretados pela banda Semi Precious Weapons e o seu cão de raça dogue alemão, Lava. Em seguida, as duas cantoras executam outra coreografia com roupas inspiradas na bandeira estadunidense e calças rasgadas, rodeadas dos cadáveres. Acabam por deixar o estabelecimento e enquanto viajam, os assassinatos vão sendo relatados por um repórter, interpretado por Jai Rodriguez. Nas últimas cenas, as intérpretes são perseguidas pela polícia, terminando com a palavra "Continua..." seguida pelos créditos finais.

### Recepção
Os especialistas, após o lançamento do projeto, fizeram críticas positivas ao mesmo. Monica Herrera, da Billboard, considerou que o vídeo "é cheio de intrigas, lutas de prisão, cenas de beijos, envenenamento em massa e muita pele à mostra a que muitos chamam 'trajes'". Matt Donnelly, do Los Angeles Times, escreveu que o trabalho "é uma festa visual, repleta de moda fantástica, lutas de meninas, comida envenenada, um exército de enfeites para a cabeça e muita bondade de Gaga". Jennifer Cady, do site da E! Online, elogiou Beyoncé pelo seu estilo "sempre feroz" durante a trama. Amy Odell, da revista New York, também elogiou Beyoncé e considerou que teve o melhor desempenho, mesmo tendo consciência que era um clipe de Gaga: "Ela mostra realmente o seu lado irritado e louco, que só sabíamos que se podia esconder debaixo da sua fachada muito perfeita". Bill Lamb, do portal About.com, sentiu que "seria praticamente impossível para aguentar a promoção avançada, mas o vídeo de Lady Gaga chegou, e, para estes olhos, vale a pena assistir". James Montogomery, da estação de televisão MTV. afirmou que com este lançamento, "entramos numa das mais raras estratosferas do pop, lá em cima com as Madonnas e os Michael Jacksons". Tanner Stransky, da Entertainment Weekly, realçou que não era "tão bom quanto o seu épico 'Bad Romance', mas é melhor do que qualquer outro que tenha saído atualmente". Um escritor do The Huffington Post foi mais crítico em relação ao projeto, escrevendo o seguinte: "Como de costume, há um assassinato, masturbação, promoção de produtos, referências a Tarantino e muita coisa impraticável".
Armond Branco, da New York Press, descreveu o vídeo como "cruel e feio", afirmando também que "simboliza a insanidade do mainstream pop contemporâneo" e presta "homenagem às influências de Quentin Tarantino em distorcer o prazer da cultura pop [e transformá-lo] em disparate". Da mesma opinião que Branco, Sandy Rios, presidente da campanha de cultura criticou o trabalho na Fox News numa entrevista para a Megyn Kelly, acrescentando que era "nojento" e "nocivo para as mentes das nossas crianças". Caryn Ganz, da Rolling Stone, denominou-o como "mistura de pornografia lésbica na prisão, filmes de exploração sexual exagerados e piscadelas privilegiadas para as personas públicas das duas divas". Ganz observou que "se Quentin Tarantino e Russ Meyer refizessem Thelma & Louise como uma orgia de promoção de produtos com interlúdios ferozmente coreografados, este seria o resultado". O profissional terminou o seu comentário ao afirmar que a gravação "é certamente cinematográfica e estranhamente feminista, e os suspiros são a maior declaração sobre a cultura de consumo". William Goodman, da publicação Spin, declarou que a trama era "uma amostra de pepitas pop de Whitman" e comparou-a aos programas de televisão japoneses coloridos". O autor terminou sua análise concluindo que "deve ter custado uma fortuna", e descreveu o vídeo como uma "obra-prima pop de grande orçamento".
No mês de maio de 2011, Gaga expressou alguma insatisfação com o resultado final do trabalho. Numa entrevista para a Time Out, ela comentou que embora acreditasse que ela e Beyoncé soassem bem juntas, a incorporação de inúmeras ideias deixou seu "cérebro latejante", e revelou o desejo de "o ter editado eu mesma um pouco mais". Em um artigo de 2020 para o The New York Times, Lindsay Zoladz considerou essa autocrítica injusta, pois acreditava que o vídeo era "um dos artefatos pop mais selvagens e assistíveis de sua época, um momento decisivo na migração do videoclipe da MTV para a indisciplinada Internet".

### Reconhecimento e prémios
A revista NME elaborou uma lista dos cinquenta melhores vídeos musicais de 2010, e colocou o de "Telephone" na terceira posição, comentando que "quase dez minutos de promoção de produtor, um enredo à Thelma e Louise, roupas bizarras e alguns movimentos de dança característicos de Gaga". Mais tarde, a mesma publicação colocou o trabalho no décimo sétimo lugar de um rol dos cem grandiosos videoclipes da história, afirmando que o mesmo "consolida assim a reputação de ambas [as cantoras] como duas das vadias mais duronas do mundo". Os editores da Pitchfork Media seguiram com a mesma opinião que a NME, e a Spin também considerou a gravação como o sétimo melhor do ano de 2010, comentando que "a decisão de utilizar Beyoncé numa fantasia de Gaga foi genial". Em 3 de agosto, o projeto recebeu três nomeações para a edição daquele ano dos MTV Video Music Awards, nas categorias Melhor Coreografia, Vídeo do Ano e Melhor colaboração, sendo que venceu a última e as outras perdeu para "Bad Romance" também de Gaga.

## Outras versões
Em 2 de maio de 2010, foi divulgada na Internet uma demonstração da canção com os vocais da cantora Britney Spears. Depois de alguns veículos de mídia terem sugeridos que seria falsa, o produtor Rodney Jerkins confirmou a sua autenticidade através do seu perfil no Twitter, afirmando que "era uma fase inicial da versão demo [e que] nem sequer estava mixada" e referenciou que a música estava incompleta. O estilo musical foi comparado ao single "Piece of Me" e álbum Blackout (2007), ambos lançados por ela em 2007. Rob Sheffield, da revista Rolling Stone, prezou a versão de Spears, incluindo-a na vigésima quinta posição da sua lista dos melhores singles de 2010.
Um dos vencedores da versão britânica do programa de televisão The X Factor, Joe McElderry, interpretou a canção na final da décima quarta temporada, e ainda, no segmento Live Lounge como parte do festival Radio 1's Big Weekend. "Telephone" também foi interpretada na série Glee, pelas atrizes Lea Michele e Charice Pempengco, durante o episódio da segunda temporada "Audition". Esta versão foi lançada como single e posteriormente conseguiu entrar em tabelas musicais, atingindo a 17.ª posição no Canadá, 18.ª na Irlanda, 23.ª nos Estados Unidos e 30.ª na Austrália. Foram feitas outras gravações a partir da obra original, nomeadamente pelo grupo HelenaMaria, por Aston, Bangin Productions, e Pomplamoose.

## Faixas e formatos
A versão digital de "Telephone" lançada em França contém apenas uma faixa com duração de três minutos e quarenta segundos, já no Reino Unido contém ainda o vídeo musical. Foi ainda lançado um extended play (EP) digital e físico que contém dez remisturas a partir da faixa original, com mais de quarenta e nove minutos. Na Europa, a música também foi comercializada em versão CD single, e ainda em disco de vinil de 7 e 12 polegadas.
| Descarga digital (França) |             |         |  |
| N.º                       | Título      | Duração |  |
| 1.                        | "Telephone" | 3:40    |  |

| Descarga digital (Reino Unido, Portugal) |                             |         |  |
| N.º                                      | Título                      | Duração |  |
| 1.                                       | "Telephone"                 | 3:40    |  |
| 2.                                       | "Telephone" (vídeo musical) | 9:32    |  |
| Duração total:                           | Duração total:              | 13:12   |  |

| CD single      |                                                  |         |  |
| N.º            | Título                                           | Duração |  |
| 1.             | "Telephone"                                      | 3:40    |  |
| 2.             | "Telephone" (com Beyoncé) (Alphabeat Radio Edit) | 4:51    |  |
| Duração total: | Duração total:                                   | 8:31    |  |

| Vinil 7"/12"   |                                               |         |  |
| N.º            | Título                                        | Duração |  |
| 1.             | "Telephone"                                   | 3:40    |  |
| 2.             | "Telephone" (com Beyoncé) (Passion Pit Remix) | 5:13    |  |
| Duração total: | Duração total:                                | 8:53    |  |

| EP de remisturas |                                                                 |                                     |         |  |
| N.º              | Título                                                          | Notas                               | Duração |  |
| 1.               | "Telephone" (com Beyoncé) (Alphabeat Club Remix)                |                                     | 6:41    |  |
| 2.               | "Telephone" (com Beyoncé) (Crookers Vocal Club Remix)           |                                     | 4:50    |  |
| 3.               | "Telephone" (com Beyoncé) (DJ Dan Vocal Club Remix)             |                                     | 5:59    |  |
| 4.               | "Telephone" (com Beyoncé) (DJ Dan Vocal Radio Edit)             | Apenas disponível na edição digital | 3:28    |  |
| 5.               | "Telephone" (com Beyoncé) ((Doctor Rosen Rosen Club Remix)      |                                     | 6:25    |  |
| 6.               | "Telephone" (com Beyoncé) (Electrolightz Remix)                 |                                     | 4:26    |  |
| 7.               | "Telephone" (com Beyoncé) (Kaskade Club Remix)                  |                                     | 5:24    |  |
| 8.               | "Telephone" (com Beyoncé) (Ming Club Remix)                     |                                     | 4:31    |  |
| 9.               | "Telephone" (com Beyoncé) (Passion Pit Remix)                   |                                     | 5:13    |  |
| 10.              | "Telephone" (com Beyoncé) (Tom Neville's Ear Ringer Club Remix) |                                     | 7:14    |  |

| EP digital "The DJ Remixes" |                                                                 |         |  |
| N.º                         | Título                                                          | Duração |  |
| 1.                          | "Telephone" (com Beyoncé) (Alphabeat Radio Edit)                | 4:49    |  |
| 2.                          | "Telephone" (com Beyoncé) (Crookers Dub)                        | 5:08    |  |
| 3.                          | "Telephone" (com Beyoncé) (DJ Dan Dub)                          | 6:22    |  |
| 4.                          | "Telephone" (com Beyoncé) (Kaskade Dub)                         | 4:40    |  |
| 5.                          | "Telephone" (com Beyoncé) (Kaskade Radio Edit)                  | 3:43    |  |
| 6.                          | "Telephone" (com Beyoncé) (Ming Dub)                            | 4:03    |  |
| 7.                          | "Telephone" (com Beyoncé) (Ming Radio Edit)                     | 3:12    |  |
| 8.                          | "Telephone" (com Beyoncé) (Tom Neville's Ear Ringer Radio Edit) | 4:18    |  |
| 9.                          | "Bad Romance" (DJ Paulo's GaGa Oo-La La Remix)                  | 9:41    |  |

## Créditos
Todo o processo de elaboração da canção atribui os seguintes créditos pessoais:
| - Lady Gaga – vocalista principal, composição, produção; - Beyoncé Knowles - vocalista convidada, composição; - Rodney "Darkchild" Jerkins - composição, produção, mistura; - LaShawn Daniels - composição; - Lazonate Franklin - composição; | - Paul Foley - gravação; - Mike "Handz" Donaldson, Hisashi Mizoguchi - gravação vocal; - Mark "Spike" Stent - mistura; - Gene Grimaldi - masterização; - Takayuki Matsushima, Matty Green - assistência. |

## Desempenho comercial
Após o lançamento de The Fame Monster, em novembro de 2009, "Telephone" debutou na 35.ª posição da parada musical estadunidense Billboard Hot 100. Algumas semanas depois, ascendeu-se à 3.ª colocação, tornando-se a sexta vez consecutiva que uma faixa de Gaga constava entre as dez primeiras posições do gráfico. Na edição de 27 de fevereiro de 2010, a música conseguiu chegar à liderança da Hot Dance Club Songs. Um mês depois foi anunciado que o mesmo feito havia ocorrido na Pop Songs, tornando-se a sexta liderança alcançada pelas duas artistas intervenientes, e como consequência, empataram com Mariah Carey entre os artistas que mais vezes alcançaram o posto desde que a Nielsen BDS-based começou a operar em 1992. Até março de 2014, "Telephone" havia vendido 3 milhões e 328 mil descargas digitais legais nos Estados Unidos, recebendo um certificado de platina tripla pela Recording Industry Association of America (RIAA) pelas vendas superiores a três milhões de cópias no país.
Em terras canadenses, "Telephone" estreou no 14.º lugar da Canadian Hot 100. Mais tarde, subiu ao 3.º posto; com isso, marcou a sexta vez consecutiva que Gaga entrava nos dez primeiros lugares da tabela. Como consequência do seu desempenho no território, foi certificada com tripla platina pela Canadian Recording Industry Association (CRIA), reconhecendo mais de 120 mil compras. Em países latino-americanos, no Brasil nomeadamente, atingiu a terceira posição como melhor na Brasil Hot 100 Airplay. Na Oceânia, a faixa também chegou à terceira posição como melhor na Austrália. Foi certificada com tripla platina pela Australian Recording Industry Association (ARIA) por vendas superiores a 210 mil cópias no país. Na Nova Zelândia debutou na trigésima primeira posição, tornando-se a melhor estreia naquela semana, contudo foi em 5 de abril de 2010 que registou o seu pico na tabela musical, o terceiro lugar.
No Reino Unido, "Telephone" debutou na 20.ª posição na tabela UK Singles Chart em 15 de março de 2010. Com vendas superiores a 635 mil unidades, veio a tornar-se o quarto single número um de Gaga em território britânico. Na Irlanda estreou no 26.º lugar, assumindo a liderança duas semanas depois. De igual forma, alcançou a liderança nas paradas da Bélgica, Croácia, Dinamarca e Noruega. Com mais de 7,4 milhões de unidades comercializadas, constou entre os dez mais vendidos de 2010 a nível digital, de acordo com o relatório da Federação Internacional da Indústria Fonográfica.
| País — Tabela musical (2010–2013)      | Posição de pico |
| -------------------------------------- | --------------- |
| Alemanha (GfK Entertainment Charts)    | 3               |
| Austrália (ARIA Charts)                | 3               |
| Áustria (Ö3 Austria Top 40)            | 3               |
| Bélgica (Ultratop 50 de Flandres)      | 1               |
| Bélgica (Ultratop 40 de Valônia)       | 1               |
| Brasil (Brasil Hot 100 Airplay)        | 3               |
| Bulgária (BAMP)                        | 2               |
| Canadá (Canadian Hot 100)              | 3               |
| Croácia (HRT)                          | 1               |
| Dinamarca (Tracklisten)                | 1               |
| Escócia (OCC)                          | 1               |
| Eslováquia (IFPI Slovenská Republika)  | 6               |
| Espanha (PROMUSICAE)                   | 5               |
| Estados Unidos (Adult Contemporary)    | 23              |
| Estados Unidos (Adult Pop Arplay)      | 14              |
| Estados Unidos (Billboard 100)         | 3               |
| Estados Unidos (Pop Songs)             | 1               |
| Estados Unidos (Hot Dance Club Songs)  | 1               |
| Estados Unidos (Rhythmic Songs)        | 16              |
| Europa (European Hot 100 Singles)      | 1               |
| Finlândia (IFPI Finlândia)             | 7               |
| França (SNEP)                          | 3               |
| Grécia (Digital Songs)                 | 2               |
| Hungria (Dance Top 40)                 | 4               |
| Hungria (Rádiós Top 40)                | 4               |
| Hungria (Single Top 40)                | 3               |
| Irlanda (IRMA)                         | 1               |
| Israel (Media Forest)                  | 2               |
| Itália (FIMI)                          | 2               |
| Japão (Oricon)                         | 21              |
| Luxemburgo (Luxembourg Digital Songs)  | 4               |
| México (Billboard Mexican Airplay)     | 4               |
| México (Monitor Latino)                | 1               |
| Noruega (VG-lista)                     | 1               |
| Nova Zelândia (Recorded Music NZ)      | 3               |
| Países Baixos (Dutch Top 40)           | 6               |
| Países Baixos (Single Top 100)         | 10              |
| Polônia (ZPAV)                         | 2               |
| Reino Unido (UK Singles Chart)         | 1               |
| Romênia (Romanian Top 100)             | 4               |
| Rússia (TopHit)                        | 3               |
| República Checa (IFPI Česká Republika) | 9               |
| Suécia (Sverigetopplistan)             | 2               |
| Suíça (Schweizer Hitparade)            | 4               |
| Ucrânia (TopHit)                       | 32              |

| País — Tabela musical (2010)        | Posição |
| ----------------------------------- | ------- |
| Alemanha (GfK Entertainment Charts) | 50      |
| Austrália (ARIA Singles)            | 20      |
| Áustria (Ö3 Austria Top 40)         | 36      |
| Bélgica (Ultratop de Flanders)      | 11      |
| Bélgica (Ultratop da Valônia)       | 9       |
| Canadá (Canadian Hot 100)           | 15      |
| Croácia (HRT)                       | 1       |
| Dinamarca (Tracklisten)             | 23      |
| Espanha (PROMUSICAE)                | 20      |
| Estados Unidos (Billboard Hot 100)  | 16      |
| Estados Unidos (Adult Top 40)       | 47      |
| Estados Unidos (Dance Club Songs)   | 38      |
| Estados Unidos (Pop Airplay)        | 11      |
| Estados Unidos (Rhythmic Songs)     | 37      |
| Europa (European Hot 100 Singles)   | 12      |
| Hungria (Dance Top 40)              | 24      |
| Hungria (Rádiós Top 40)             | 33      |
| Irlanda (IRMA)                      | 8       |
| Itália (FIMI)                       | 18      |
| Japão (Japan Hot 100)               | 87      |
| Nova Zelândia (Recorded Music NZ)   | 32      |
| Países Baixos (Dutch Top 40)        | 15      |
| Países Baixos (Single Top 100)      | 45      |
| Reino Unido (UK Singles Chart)      | 15      |
| Rússia (TopHit)                     | 85      |
| Suíça (Schweizer Hitparade)         | 44      |

| Região | Certificação | Vendas     |
| --- | ------------ | ---------- |
| Alemanha (BVMI) | Ouro         | 150 000‡   |
| Austrália (ARIA) | 3× Platina   | 300 000^   |
| Áustria (IFPI Áustria) | Platina      | 30 000*    |
| Bélgica (BEA) | Ouro         | 150 000*   |
| Brasil (Pro-Música Brasil) | Diamante     | 250 000‡   |
| Canadá (Music Canada) | 3× Platina   | 300 000^   |
| Dinamarca (IFPI Dinamarca) | Platina      | 30 000‡    |
| Espanha (PROMUSICAE) | Platina      | 40 000*    |
| Espanha (PROMUSICAE) Desde 2015 | Ouro         | 30 000*    |
| Estados Unidos (RIAA) | 5× Platina   | 3 500 000  |
| Itália (FIMI) | Platina      | 30 000‡    |
| Japão (RIAJ) | Ouro         | 100 000*   |
| Japão (RIAJ) Toque completo | Ouro         | 250 000*   |
| Noruega (IFPI Noruega) | 2× Platina   | 120 000‡   |
| Nova Zelândia (RIANZ) | 2× Platina   | 60 000‡    |
| Reino Unido (BPI) | 2× Platina   | 1 200 000‡ |
| Suíça (IFPI Suíça) | Ouro         | 15 000^    |
| *números de vendas baseados somente na certificação ^distribuições baseadas apenas na certificação ‡vendas+valores de streaming baseados somente na certificação |              |            |

## Histórico de lançamento
"Telephone" começou a ser reproduzida nas rádios norte-americanas a 26 de janeiro de 2010, e de seguida foi disponibilizada na iTunes Store a 15 de fevereiro em França. Também foi lançada em CD single e num EP digital e físico com um conjunto de remisturas a partir da faixa original.
| País           | Data                    | Formato                                    | Editora discográfica |
| -------------- | ----------------------- | ------------------------------------------ | -------------------- |
| Estados Unidos | 26 de janeiro de 2010   | Rádio mainstream, rhythmic, urban e hot AC | Interscope           |
| França         | 15 de fevereiro de 2010 | Descarga digital                           | Interscope           |
| Bélgica        | 2 de março de 2010      | EP digital de remisturas                   | Interscope           |
| Canadá         | 2 de março de 2010      | EP digital de remisturas                   | Interscope           |
| Dinamarca      | 2 de março de 2010      | EP digital de remisturas                   | Interscope           |
| Estados Unidos | 2 de março de 2010      | EP digital de remisturas                   | Interscope           |
| França         | 2 de março de 2010      | EP digital de remisturas                   | Interscope           |
| Irlanda        | 2 de março de 2010      | EP digital de remisturas                   | Interscope           |
| Países Baixos  | 2 de março de 2010      | EP digital de remisturas                   | Interscope           |
| Reino Unido    | 2 de março de 2010      | EP digital de remisturas                   | Interscope           |
| Suécia         | 2 de março de 2010      | EP digital de remisturas                   | Interscope           |
| Suíça          | 2 de março de 2010      | EP digital de remisturas                   | Interscope           |
| Portugal       | 11 de março de 2010     | EP digital de remisturas                   | Interscope           |
| Europa         | 12 de março de 2010     | CD single                                  | Interscope           |
| Europa         | 12 de março de 2010     | 12"                                        | Interscope           |
| Brasil         | 14 de março de 2010     | Descarga digital                           | Universal Music      |
| Reino Unido    | 15 de março de 2010     | 7"                                         | Polydor              |
| Estados Unidos | 30 de março de 2010     | EP físico de remisturas                    | Interscope           |
| Alemanha       | 2 de abril de 2010      | CD single                                  | Interscope           |
| França         | 6 de abril de 2010      | CD single                                  | Interscope           |